# Sr. Mercedes
Sr. Mercedes (en inglés: Mr. Mercedes) es una serie de televisión estadounidense basada en la trilogía de novelas sobre Bill Hodges de Stephen King, que consiste en Mr. Mercedes, Finders Keepers y End of Watch. La serie se estrenó en Audience el 9 de agosto de 2017. La serie es creada por David E. Kelley y protagonizada por Brendan Gleeson y Harry Treadaway. En noviembre de 2018, se anunció que Audience había renovado la serie para una tercera temporada de diez episodios, la cual se estrenó el 10 de septiembre de 2019.

## Sinopsis

### Temporada 1
El detective retirado Bill Hodges sigue perseguido por el caso sin resolver de «Mr. Mercedes» (Sr. Mercedes), que cobró la vida de dieciséis personas cuando condujo un Mercedes Benz robado al atropellarlas durante una feria laboral. Mientras tanto, el brillante y joven psicópata Brady Hartsfield, el verdadero Mr. Mercedes, reaparece para centrar su atención en Hodges. Lo que comienza como un juego del gato y el ratón entre los dos, pronto tiene consecuencias mortales en la vida real como un Hartsfield cada vez más desesperado, quien se empeña en dejar su marca en el mundo.

### Temporada 2
Brady Hartsfield, el asesino en serie cruel y retorcido conocido como Mr. Mercedes, ha sido detenido, está en coma, en el hospital, pero el detective que lo perseguía, Bill Hodges, no está en una situación mejor, ha sufrido un infarto y está aún convaleciente. Mientras Hodges inicia su propio negocio de investigaciones privadas junto a Holly, Brady es utilizado como conejillo de indias por un neurocirujano que quiere probar un tratamiento muy experimental y arriesgado, que puede devolverle la actividad cerebral, y que acaba teniendo unos efectos secundarios que todavía dan más miedo de lo que Mr. Mercedes provocaba al principio, pues le otorgan la posibilidad de controlar telepáticamente la mente de otras personas.

### Temporada 3
Basada en Quien pierde paga, la segunda novela de La trilogía de Bill Hodges (la segunda temporada adaptó la tercera novela por motivos argumentales), esta temporada comienza con el asesinato del novelista de culto, John Rothstein. Los asesinos son supervivientes de la matanza de Mr. Mercedes en la feria de empleo en la primera temporada, los cuales quedaron traumatizados y en una situación marginal después de aquel trágico suceso.  Uno de los asesinos, Morris Bellamy, escapa con el dinero y varias Moleskine que contienen manuscritos inéditos de Rothstein valorados en millones de dólares. En su huida, Morris tiene un accidente y, mientras es trasladado a un hospital, un adolescente, Pete Saubers, encuentra el dinero y los manuscritos.
Además del interés profesional por resolver el caso, para Bill Hodges hay también un factor emocional, porque el novelista asesinado fue uno de los autores de referencia en su adolescencia. También se cubre el juicio por asesinato de Brady Hartsfield por parte de Lou Linklater, quien empieza a perder la cabeza. Mientras el caso continúa, tanto Hodges como sus dos colaboradores en la agencia Finders Keepers, Jerome y Holly Gibney, descubren que, a pesar de que Brady ya no esté presente físicamente, las consecuencias de sus actos perduran en la vida de sus víctimas.

## Elenco

### Principal
- Brendan Gleeson como Bill Hodges, un detective retirado.
- Harry Treadaway como Brady Hartsfield (temporada 1-2).
- Kelly Lynch como Deborah Hartsfield (temporada 1).
- Jharrel Jerome como Jerome Robinson.
- Scott Lawrence como Peter Dixon (temporadas 1–2), un detective.
- Robert Stanton como Anthony «Robi» Frobisher (temporada 1).
- Breeda Wool como Lou Linklatter.
- Justine Lupe como Holly Gibney.
- Mary-Louise Parker como Janey Patterson (temporada 1).
- Holland Taylor como Ida Silver.
- Jack Huston como Felix Babineau (temporada 2), un doctor y el esposo de Cora Babineau.
- Maximiliano Hernández como Antonio Montez (temporada 2), un asistente del fiscal de distrito.
- Tessa Ferrer como Cora Babineau (temporada 2), jefe de marketing de una gran empresa farmacéutica y esposa de Félix Babineau.
- Rarmian Newton como Pete Saubers (temporada 3), un estudiante de secundaria cuyo padre estaba discapacitado durante la masacre de Hartsfield.
- Gabriel Ebert como Morris Bellamy (temporada 3), un fanático de la literatura muy inteligente, pero violentamente trastornado.

### Recurrente
- Ann Cusack como Olivia Trelawney (temporada 1).
- Katharine Houghton como Elizabeth Wharton (temporada 1), la madre de Olivia y Janey.
- Nancy Travis como Donna Hodges, la exesposa de Bill .
- Makayla Lysiak como Barbara Robinson, la hermana de Jerome.
- Virginia Kull como Sadie McDonald (temporada 2), una enfermera que cuida a Brady que sufre de epilepsia leve.
- Mike Starr como el bibliotecario Al (temporada 2), un empleado del hospital que distribuye libros a los pacientes y como Sadie McDonald, sufre de epilepsia leve
- Kate Mulgrew como Alma Lane (temporada 3), una residente en Bridgton y una «fuerza convincente» en la vida de Morris desde que era un niño.
- Brett Gelman como Rolan Finklestein (temporada 3), un abogado defensor inteligente y apasionado que representa a Lou Linklatter en su juicio por asesinato.
- Natalie Paul como Sarah Pace (temporada 3), una asistente del fiscal de distrito que procesa el caso de Lou y que cree en la búsqueda de justicia.
- Meg Steedle como Danielle Sweeney (temporada 3), la novia de Morris.
- Bruce Dern como John Rothstein (temporada 3), un solitario autor de superventas que vive en la periferia de Bridgton, Ohio.

## Episodios
| Temporada | Temporada | Episodios | Episodios | Emisión original         | Emisión original        |
| Temporada | Temporada | Episodios | Episodios | Primera emisión          | Última emisión          |
| --------- | --------- | --------- | --------- | ------------------------ | ----------------------- |
|           | 1         | 10        | 10        | 9 de agosto de 2017      | 11 de octubre de 2017   |
|           | 2         | 10        | 10        | 22 de agosto de 2018     | 24 de octubre de 2018   |
|           | 3         | 10        | 10        | 10 de septiembre de 2019 | 12 de noviembre de 2019 |

## Producción

### Desarrollo
En 2015, Sonar Entertainment optó por los derechos televisivos de la novela de Stephen King Mr. Mercedes con la intención de desarrollar una miniserie. David E. Kelley estaba listo para escribir la serie mientras que Jack Bender dirigía. Se esperaba que los productores ejecutivos incluyeran a Kelley, Bender, Marty Bowen, Wyck Godfrey y Gene Stein. Las compañías de producción involucradas en la serie incluirían Temple Hill Entertainment y Sonar Entertainment.
El 25 de mayo de 2016, se anunció que Audience se había encargado de la producción de la serie de diez episodios para una primera temporada. Se esperaba que el equipo creativo anunciado anteriormente siguiera participando. Además del guion y la producción ejecutiva, David E. Kelley también fue anunciado para servir como el showrunner de la serie. Otros productores ejecutivos anunciados fueron Christopher Long, Bart Peters, Jenna Glazier y Tom Patricia. El 11 de mayo de 2017, se anunció que la serie se estrenará el 9 de agosto de 2017.
El 10 de octubre de 2017, Audience renovó la serie para una segunda temporada con diez episodios. Se basará en las tres novelas de la trilogía de Bill Hodges, Mr. Mercedes, Finders Keepers y End of Watch. El 15 de abril de 2018, se anunció que la segunda temporada se estrenará el 22 de agosto de 2018. El 19 de noviembre de 2018, se anunció que la serie se había renovado la serie para una tercera temporada con diez episodios.

### Casting
Junto con el anuncio de la serie, se confirmó que Brendan Gleeson y Anton Yelchin habían sido elegidos en los dos papeles principales de la serie. Tras la muerte de Yelchin en junio de 2016, se anunció que su papel había sido reformulado con Harry Treadaway asumiendo el papel. En diciembre de 2016, se anunció que Kelly Lynch y Ann-Margret habían sido elegidas para la serie. En enero de 2017, se informó que Jharrel Jerome, Justine Lupe, y Breeda Wool, Scott Lawrence, Robert Stanton, y Ann Cusack se habían unido al elenco principal, y que Mary-Louise Parker fue elegida como personaje recurrente, y que el papel de Ann-Margret había sido modificado con Holland Taylor después de una enfermedad en la familia de Ann-Margaret. El 25 de abril de 2017, se informó que Stephen King tendría un cameo en la serie. En enero de 2018, se anunció que Jack Huston, Maximiliano Hernández, y Tessa Ferrer habían sido elegidos como personajes principales de la serie en la segunda temporada. En marzo de 2019, Kate Mulgrew, Brett Gelman, y Natalie Paul se unieron a la serie para la tercera temporada. El 25 de abril de 2019, Meg Steedle había tenido un papel recurrente en la tercera temporada.

### Rodaje
En febrero de 2017, el rodaje de la primera temporada comenzó en Charleston, Carolina del Sur. Ese mes, el rodaje tuvo lugar en la zona de Wagener Terrace de la ciudad, así como en el restaurante de Upper King Street Little Jack's Tavern. El rodaje concluyó para la primera temporada a finales de mayo de 2017. En enero de 2018, Audience anunció que la producción de la segunda temporada comenzaría el mes siguiente en Carolina del Sur.
Durante el rodaje del 2 de marzo de 2019, el técnico de efectos especiales Mike Wilks sobrevivió a una casi electrocución en el set.

## Lanzamiento

### Marketing
El 8 de mayo de 2017, el público un vídeo de «primer vistazo» con imágenes de la serie. El 5 de junio de 2017, Audience lanzó un video «detrás de escena» para la serie que incluye entrevistas con el elenco y el equipo. Al día siguiente, se lanzó el primer tráiler de la serie. A finales de mes, Audience publicó una serie de imágenes promocionales con el elenco principal de la serie.
El 19 de julio de 2018, la serie tuvo un panel en San Diego Comic-Con en San Diego, California para promover la segunda temporada. El panel incluyó al productor y director ejecutivo Jack Bender así como a las estrellas de la serie Jack Huston, Max Hernández, Breeda Wool, Justine Lupe, y Nancy Travis. El 30 de julio de 2018 se estrenó el tráiler oficial de la segunda temporada.

### Distribución
En Irlanda se emite en RTÉ One, en Polonia por Canal+, en España por AXN Now  y en Reino Unido, Latinoamérica, Francia, Alemania e Italia por Starz Play.

## Recepción

### Críticas
| Temporada | Temporada | Respuesta crítica | Respuesta crítica |
| Temporada | Temporada | Rotten Tomatoes   | Metacritic        |
| --------- | --------- | ----------------- | ----------------- |
|           | 1         | 86% (28 reseñas)  | 72 (21 reseñas)   |
|           | 2         | 100% (10 reseñas) | 76 (4 reseñas)    |

La primera temporada de la serie ha recibido una respuesta positiva de la crítica. En Rotten Tomatoes la temporada tiene un índice de aprobación del 86%, basado en 28 reseñas, con una calificación promedio de 6.42/10. El consenso crítico del sitio dice, «Mr. Mercedes impulsa su tensa y espeluznante narrativa con diálogos rápidos, personajes fuertes y sorpresas aterradoras». En Metacritic, tiene puntaje promedio ponderado de 72 sobre 100, basada en 21 reseñas, lo que indica «críticas generalmente favorables».
La segunda temporada de la serie también recibió una respuesta positiva de la crítica. En Rotten Tomatoes la temporada tiene un índice de aprobación del 100%, basado en 10 reseñas, con una calificación promedio de 6.75/10. El consenso crítico del sitio dice, «Mr. Mercedes adquiere una nueva dimensión sobrenatural en una alegre segunda temporada que enfrenta a los talentos de Brendan Gleeson y Harry Treadaway entre sí, generando suficientes chispas para deslumbrar a los aficionados al misterio y a los aficionados al horror por igual». En Metacritic, tiene puntaje promedio ponderado de 76 sobre 100, basada en 4 reseñas, lo que indica «críticas generalmente favorables».